# José Luis García-Pérez
José Luis García-Pérez (Granada, 1975) es un inmunólogo e investigador español.

## Biografía
Hijo de un médico, estudió Farmacia en la Universidad de Granada, prosiguiendo su formación como investigador en la Universidad de Míchigan en Estados Unidos (2003-2008). Doctorado en Inmunología Molecular por el Instituto de Biomedicina López-Neyra del Consejo Superior de Investigaciones Científicas (CSIC), está especializado en el estudio de los elementos del genoma humano, las células madre adultas y el mantenimiento de la estabilidad genómica.
Incorporado al Banco Andaluz de Células Madre, actualmente explora vías que abran una puerta a la esperanza en enfermedades como el cáncer o la distrofia muscular en el Centro Pfizer-Universidad de Granada-Junta de Andalucía de Genómica e Investigación Oncológica (GENYO). En concretó desarrolla con su equipo un estudio sobre un elemento específico del ADN, el retroelemento LINE-1, un elemento móvil relacionado con distintas enfermedades graves que ya había despertado su interés durante la elaboración de su tesis doctoral al estudiar el parásito causante de la enfermedad de Chagas, el Trypanosoma cruzi.
Los trabajos realizados en GENYO fueron publicados en las revistas Nature y PNAS. Por estos trabajos fue seleccionado por el Instituto Médico Howard Hughes de Maryland para recibir el galardón que reconoce a los científicos biomédicos no estadounidenses «con potencial para convertirse en líderes mundiales», el International Early Career Scientists de 2011, dotado con una ayuda de 650 000 dólares en cinco años para poder continuar con sus investigaciones. Además, el premio le ha permitido ser miembro investigador del propio instituto estadounidense. En 2012, fue galardonado con la Medalla de Andalucía.